# Michelsonowski
Michelsonowski (russisch Михельсоновский) ist ein Dorf (chutor) in Südrussland. Es gehört zur Republik Adygeja und hat 23 Einwohner (Stand 2019). Im Ort gibt es 2 Straßen.

## Geographie
Das Dorf im Südosten des Giaginski rajon, am linken Ufer des Flusses Gatschutscha, 6,5 km südwestlich des Dorfes Sergijewskoje, 37 km südöstlich des Dorfes Giaginskaja und 26 km nordöstlich der Stadt Maikop. Sergijewskoje, Schischkinski, Dneprowski und Kolchosny sind die nächsten Siedlungen.